# Produit mouillant
 (septembre 2016).
Si vous disposez d'ouvrages ou d'articles de référence ou si vous connaissez des sites web de qualité traitant du thème abordé ici, merci de compléter l'article en donnant les références utiles à sa vérifiabilité et en les liant à la section « Notes et références ».
Un produit mouillant est un additif permettant de diminuer la tension superficielle de l'eau.
Pour un article plus général, voir Tensioactif.

## Dans l'industrie textile
En teinturerie on parle d'adjuvant ou d'auxiliaire, en blanchisserie de tensio-actif, ailleurs de sur-factant.
Les mouillants sont des produits de synthèse, ils peuvent être anion actif, non ioniques. 
Un mouillant est un adjuvant qui a la propriété de diminuer la tension superficielle de l'eau et de permettre ainsi une bonne pénétration des bains au cœur même des fibres.  
Il existe des mouillants spécifiques pour certaines applications et ne servent qu'à cela.
1. Les mouillants peuvent être moussant ou non moussant. La mousse présente des inconvénients lors de certaines applications[1] sur certaines machines.
2. Certains mouillants spécifiques sont stables aux alcalis concentrés (mercerisage) ou aux acides forts (carbonnisage).
3. Certains mouillants sont déjà actifs à froid.
4. Un ajout de mouillant permet de renforcer l'action détergente, dispersante ou émulsionnante des autres adjuvants présents dans le bain.
5. Certains mouillants peuvent avoir une action remouillante[2] (recherchée pour les essuies éponges, à proscrire pour les tissus devant être imperméabilisés)

### Utilisation
À tous les stades de la fabrication textile on utilise des mouillants chaque fois que l'on veut un mouillage rapide de la marchandise. 
Que ce soit sur de la marchandise brute ou sur de la marchandise préparée et séchée qui doit subir un nouveau traitement mouillé.  

### Note
Parfois, ils sont incorporés en quantité variable dans les détergents pour obtenir un meilleur effet de lavage. 
Par lui-même un mouillant ne lave pas.

## Dans la défense incendie
Le produit mouillant est mélangé à l'eau, on obtient ainsi une solution mouillante, favorisant l'extinction des incendies.

### Utilisations

#### Civile
Les civils peuvent utiliser cet agent d'extinction en utilisant un simple extincteur. Certains modèles d'extincteur disposent d'une solution mouillante abaissant la tension superficielle de l'eau.

#### Sapeurs pompiers
Les sapeurs pompiers utilisent ce produit de façon beaucoup plus réfléchie. Cela permet au véhicule incendie disposant d'une réserve d'eau de gagner en autonomie et en efficacité, car moins d'eau sera utilisée pour un résultat meilleur. 
Les véhicules incendie disposent d'un système de dosage électronique ou mécanique permettant de stopper ou régler la concentration d'additif mouillant.

#### Extinction automatique
Sur certains sites à risques spécifiques, les systèmes d'extincteur automatique à eau peuvent utiliser un additif mouillant.

### Mélange et Concentration
Les véhicules des sapeurs pompiers disposent d'un système d'injection permettant le mélange de l'eau avec l'additif mouillant. Les concentrations de l'additif peuvent être réglées de façon très précise, grâce à un pupitre situé à proximité de la pompe du véhicule.
Les véhicules incendie disposent en général de 25 à 100 litres de produit additif mouillant pur, ce qui est largement suffisant pour la quasi-totalité des interventions (pour une concentration maximale à 0,6 %, et en utilisant les 3 000 litres d'eau d'un véhicule, seulement 18 litres d'additif sont nécessaires).
Exemples de concentration :
| Concentration | Utilisation     | Solution                |
| ------------- | --------------- | ----------------------- |
| 0,1 %         | Papier / Carton | Mouillante uniquement   |
| 0,3 %         | Habitation      | Mouillante uniquement   |
| 0,6 %         | Véhicules       | Mouillante et moussante |

Si la concentration d'utilisation est de 0,6 % et que le porte lance utilise une lance à mousse ou un cône sur la LDJR, l'additif mouillant peut être utilisé comme un additif moussant (type émulseur) ; mais attention cet émulseur est de piètre qualité, et n'est pas agréé AFFF (en) / A4P.
Le produit pur est légèrement corrosif, il doit être manipulé avec un minimum de précaution : les pompes incendie, les pièces de jonction et les systèmes de dosage doivent être rincés à l'eau clair, après utilisation.

### Explication en vidéo
Vidéo comparative du pouvoir de pénétration de la matière (feuille de papier) par de l'eau et par une solution d'additif mouillant de concentration 0,3 %.